# Marie Gruber
Marie Gruber (n. 11 iunie 1955, Wuppertal, RFG – d. 8 februarie 2018, Berlin, Germania) a fost o actriță germană de teatru și film.

## Date biografice
Marie Gruber a copilărit în Sachsen-Anhalt. Ea a urmat școala în Halle (Saale). Dramaturgie a studiat între anii 1979 - 1982 la "Hochschule für Schauspielkunst Ernst Busch" (Universitatea de artă dramatică) din Berlin. Apoi a jucat în diferite piese de teatru în Dresda și Berlin. Ea devine cunoscută prin filmele "Go Trabi Go – Die Sachsen kommen" (Du-te Trabant, du-te, vin saxonii) sau serialele TV: "Soko Wismar", "Bei Krömers" (2006) film pentru care a fost nominalizată pentru premiul Adolf-Grimme.
A jucat într-o serie de filme ca: In aller Freundschaft, Der letzte Zeuge, Go Trabi Go, Neues vom Bülowbogen, Wolffs Revier, Tatort, Stubbe – Von Fall zu Fall (11 episoade), Polizeiruf 110 (35 episoade).
De asemenea a jucat în piese de teatru ca: Ibsen (Nora), Molière (Tartuffe), Brecht (Trommeln in der Nacht, Die Gewehre der Frau Carrar), Shakespeare (Othello) și Kleist (Der zerbrochne Krug). Pe lângă teatru și film Marie Gruber mai preia și roluri de dublaj.